# Трумов, Серикбай Утелгенович
Серикбай Утелгенович Трумов (каз. Серікбай Өтелгенұлы Тұрымов; род. 3 июня 1964, г. Форт-Шевченко, Тюб-Караганский район, Гурьевская область, Казахская ССР) — казахстанский политический деятель, аким Мангистауской области (2019—2021), депутат Сената Парламента Республики Казахстан (с 10 сентября 2021 по январь 2023 года).
Происходит из подрода токабай рода адай племени байулы.

## Образование
В 1992 году окончил Казахский политехнический институт имени В. И. Ленина (Казахский национальный технический университет имени К. И. Сатпаева, КазНИТУ), получив специальности «инженер-строитель».

## Трудовая деятельность
- Бетонщик треста «Мангышлаксельстрой-12» (1981);
- Бетонщик, водитель треста «Мангышлаксельстрой-12» (1985—1990);
- Заведующий орготделом; второй, первый секретарь Форт-Шевченковского горкома ЛКСМК-СМК (1990—1994);
- Преподаватель учебно-производственного комбината (1994);
- Главный специалист аппарата Тупкараганского районного маслихата (1994—1995);
- Ведущий инженер, начальник отдела, директор ТОО «Тупкараган» (1995—2004);
- Аким Тупкараганского района (ноябрь 2004-ноябрь 2006);
- Заместитель акима Мангистауской области (ноябрь 2006-ноябрь 2008);
- Аким Тупкараганского района Мангистауской области (ноябрь 2008-февраль 2012);
- Аким города Жанаозен Мангистауской области (февраль 2012-10 июля 2015);
- Аким города Актау (с 10 июля 2015).
- С 23 ноября 2017 года Секретарь и депутат Мангистауского областного маслихата VI созыва[1].
- С 13 июня 2019 года по 7 сентября 2021 года — аким Мангистауской области[2][3].

10 сентября 2021 года указом президента был назначен депутатом сената парламента Казахстана. В январе 2023 года Президент своим указом освободил Трумова с должности депутата Сената. 
С января 2023 года — Омбудсмен АО НК «Самрук-Казына».

## Награды и звания
- 2010 — Медаль «За трудовое отличие» (Казахстан);[5]
- 2016 — Орден Курмет за заслуги в социально-экономическом, культурном развитии области;[6]
- Государственные юбилейные медали, в том числе:
- 2001 — Медаль «10 лет независимости Республики Казахстан»;
- 2005 — Медаль «10 лет Конституции Республики Казахстан»;
- 2005 — Медаль «10 лет Парламенту Республики Казахстан»;
- 2011 — Медаль «20 лет независимости Республики Казахстан»;
- 2016 — Медаль «25 лет независимости Республики Казахстан»;
- 2021 — Медаль «30 лет независимости Республики Казахстан»;

## Семья[7]
- Женат.
- Дети: пятеро.
- Внуки: десятеро.